# Olimpiada Wiedzy o Rodzinie
Olimpiada Wiedzy o Rodzinie – olimpiada szkolna, której celem jest promowanie wartości małżeńsko-rodzinnych wśród młodzieży szkół ponadpodstawowych oraz zbliżanie się do wartości dobra, prawdy, przyjaźni i miłości. Organizatorem olimpiady jest Wydział Teologii Uniwersytetu Warmińsko-Mazurskiego w Olsztynie.
Olimpiada jest finansowana przez Ministerstwo Edukacji Narodowej, na podstawie wyników otwartego konkursu ofert. 

## Cele
Celem szczegółowym olimpiady jest:
- umożliwienie młodzieży sprawdzenia nabytej wiedzy z zakresu zajęć wychowanie do życia w rodzinie oraz umiejętności praktycznego jej wykorzystania podczas prezentacji i debaty (II i III etap),
- zainteresowanie młodzieży problematyką małżeństwa i rodziny,
- kształtowanie pozytywnej postawy wobec instytucji małżeństwa i rodziny,
- wspieranie edukacji w zakresie wychowania do życia w rodzinie,
- upowszechnianie nauk o rodzinie jako dyscypliny naukowej oraz kierunku studiów[4].

## Etapy
Zawody olimpiady mają charakter drużynowy, są trzyetapowe i składają się z:
- eliminacji szkolnych (międzyszkolnych),
- eliminacji okręgowych,
- eliminacji centralnych (finał).